# Communauté de communes du Pays Rochois (Côtes-d'Armor)
Pour les articles homonymes, voir Communauté de communes du Pays Rochois.
La communauté de communes du Pays Rochois est une ancienne communauté de communes française, située dans le département des Côtes-d'Armor, en région Bretagne.

## Histoire
La communauté de communes du Pays Rochois a été créée le 24 décembre 1992 par arrêté préfectoral.
Le 1er janvier 2013, la communauté de communes des Trois Rivières et celle du Pays Rochois fusionnent pour créer la communauté de communes du Haut-Trégor, constituée de 15 communes.

## Territoire communautaire

### Géographie
Située dans le pays historique du Trégor et du Trégor-Goëlo au sens de la loi Voynet, la communauté de communes regroupait cinq des onze communes du canton de La Roche-Derrien et une commune, Langoat, du canton de Tréguier.

### Composition
Elle était composée des 6 communes suivantes :
- Hengoat
- Langoat
- Pommerit-Jaudy
- Pouldouran
- La Roche-Derrien
- Troguéry

## Administration

### Siège
Le siège de la communauté de communes était à La Roche-Derrien, 9 bis place de l'Église.

### Conseil communautaire
Les 14 conseillers titulaires étaient répartis selon le droit commun comme suit :
| Nombre de conseillers | Communes                                      |
| --------------------- | --------------------------------------------- |
| 3                     | Langoat, La Roche-Derrien                     |
| 2                     | Hengoat, Pommerit-Jaudy, Pouldouran, Troguéry |

### Élus
La communauté de communes était administrée en 2008 par un conseil communautaire constitué de 14 conseillers communautaires.
Janine Le Béchec, conseillère municipale de Pommerit-Jaudy et conseillère générale de La Roche-Derrien, est réélue présidente lors du conseil communautaire du 15 avril 2008, ainsi que 5 vice-présidents. La liste des vice-présidents était alors la suivante :
|     | Attributions             | Identité           | Qualité                            |
| --- | ------------------------ | ------------------ | ---------------------------------- |
| 1er | Enfance-jeunesse         | Dominique Pilon    | Adjoint au maire de Langoat        |
| 2e  | Aménagement de l'espace  | Yves Le Diuzet     | Adjoint au maire de Pommerit-Jaudy |
| 3e  | Développement économique | Jean-Louis Even    | Maire de La Roche-Derrien          |
| 4e  | Finances                 | Jean-Luc Le Bouder | Adjoint au maire de Troguéry       |
| 5e  | Environnement            | Bernard Frémery    | Adjoint au maire de Hengoat        |

### Liste des présidents
| Période      | Période       | Identité                     | Étiquette | Qualité |
| ------------ | ------------- | ---------------------------- | --------- | --- |
| janvier 1993 | août 1995     | Jean-Jacques Zwingelstein    |           | Maire de Pouldouran (1989 → 2001)                                                                             |
| août 1995    | avril 2001    | Hervé Pondaven               | DVD       | Maire de La Roche-Derrien (1995 → 2008)                                                                       |
| avril 2001   | décembre 2012 | Janine Le Béchec (1940-2022) | PS        | Conseillère municipale de Pommerit-Jaudy (1995 → 2014) Conseillère générale de La Roche-Derrien (2004 → 2015) |

### Compétences

#### Compétences obligatoires
- Aménagement de l’espace : SCOT (schéma de cohérence territoriale) du Trégor, PLU (plan local d’urbanisme) des communes du Pays Rochois
- Développement économique : zones de Kerverzot 1, 2 et 3, Zone de Pont Losquet, ODESCA

#### Compétences optionnelles
- Protection et mise en valeur de l’environnement : Chemins de randonnée, sentier de l’eau, Natura 2000, Appui aux projets communaux concernant le petit patrimoine bâti, Syndicat mixte de Bassin Versant
- Politique du logement et cadre de vie : habitat, logement social
- Construction, entretien et gestion des équipements sportifs d’intérêt communautaire : suivi de la salle des sports, club de Canoë-kayak, y compris les travaux

#### Autres compétences
- Politique d’animation culturelle et sportive : école de musique, Cap Sport
- Politique enfance jeunesse : A.L.S.H., recrutement des animateurs, coordination-animation des garderies communales péri-scolaires, appui à l’organisation des sorties sportives et culturelles pour les jeunes du territoire communautaire
- Aéroport de Lannion : adhésion au syndicat mixte de l’aéroport
- Information - Communication : supports d’information sur les activités communautaires, participation ou contribution à des manifestations de communication et de promotion de son territoire